# Teodosie Perju
Teodosie Perju (n. 11 ianuarie 1923 în comuna Negureni, județul Orhei) este un entomolog român, specializat în entomologie agricolă,  protecția plantelor, cu accent asupra biologiei, ecologiei și combaterii insectelor dăunătoare plantelor cultivate.

## Studii
Profesorul Teodosie L. Perju este originar din Republica Moldova. S-a născut la 11 ianuarie 1923 în comuna Negureni, județul Orhei (astăzi raionul Telenești). 
A urmat în 1937-1941 Școala de Agricultură din Cucuruzeni (județul Orhei). A continuat în 1941-1943 studiile la Liceul Teoretic "Bogdan Petriceicu Hasdeu" din Chișinău. 
După al doilea Război Mondial, Domnul Teodosie Perju, ca și mulți alți basarabeni, a fost nevoit să se stabilească peste Prut, în Cluj.  Pregătirea liceală a finalizat-o în 1945-1946 la Cluj-Napoca, unde a absolvit Liceele teoretice "Gh. Barițiu" și "Angelescu".
În anul 1946 a fost admis la Facultatea de Agronomie a actualei U.S.A.M.V. Cluj-Napoca (Universitatea de Științe Agricole și Medicină Veterinară Cluj-Napoca), pe care a terminat-o în 1950 cu o excelentă diplomă de merit.

## Activitatea didactică
În 1950 a intrat în activitatea didactică și a avansat în ierarhia universitară parcurgînd, rând pe rând, toate gradele universitare până la gradul de profesor universitar, iar calitatea de profesor universitar consultant, este menținută actualmente. 
În 1949-1950 a fost Preparator la Facultatea de Agronomie din Cluj, iar în 1950-1961 Asistent universitar. 
În 1962-1970 a fost Șef de lucrări, în 1971-1974 Conferențiar universitar, iar în 1974-1988 Profesor universitar la Facultatea de Agronomie din Cluj. 
În perioda 1990–2004 este Profesor consultant și conducător de doctoranzi. În 1988 s-a pensionat,  rămânând profesor consultant și conducător de doctorat.
A coordonat tezele de doctorat în Protecția plantelor în perioada 1992-2011, la un număr de 13 doctoranzi (teze susținute).
Profesorul T. Perju a creat la Cluj un centru al entomologiei agricole care prin studenți, doctoranzi și publicațiile acestora este bune cunoscut în întreaga țară.

## Activitatea științifică
Specialitatea principală în 1950-1988 a fost agronomie, protecția plantelor, entomologie agricolă. 
A obținut doctoratul în 1959 cu o excelentă teză "Cercetări de morfologie, biologie, ecologie și combatere a viespii semințelor de trifoi (Bruchophagus gibbus Boh.)", conducător științific - Academicianul Eugen Rădulescu. În 1974 a obținut titlul de doctor docent. 
Principalele domenii de activitate sunt :
- Semnalarea unor noi dăunători ai plantelor agricole: Delia coarctata, Opomyza florum, Bruchidius spp., Asphondylia myki, Perrisia raphanistri, Contarinia nasturtii, Oscinella frit, Eurytoma schreineri, care sunt importanți dăunători la culturile agricole și horticole.
- Studiul biologiei și ecologiei unor complexe de parazitoizi care limitează populațiile unor dăunători importanți ai plantelor de cultură legumicole și cerealiere, ca: Bruchophagus gibbus, Bruchophagus roddi, Eurytoma onobrychidis, Apion spp., Ostrinia nubilalis, Chlorops pumilionis, Oscinella spp., ș.a.
- Contribuții la cunoașterea faunei fitofage din România a unor buruieni problemă,  ca Carduus spp., Cirsium spp., Centaurea spp., Sonchus spp., Papaver rhoeas, Silene alba, etc, pentru fundamentarea științifică a protecției integrate a agroecosistemelor împotriva atacului de boli, dăunători și buruieni.
- Studiul biologiei, ecologiei și combaterii viermilor sârmă (Elateridae) din ecosistemele agricole.
- Studii aprofundate asupra biologiei, ecologiei și combaterii integrate a dăunătorilor din plantațiile de hamei.
- Elaborarea sistemelor de combatere integrată a dăunătorilor din culturile de mac, trifoi și hamei.
- Tehnologia protecției integrate a culturilor semincere de trifoi roșu, împotriva atacului de dăunători (teza de doctorat).
- Cercetări asupra dăunătorilor organelor de fructificare și combaterii lor integrate.
- În ultimii ani s-a concentrat asupra biologiei, ecologiei și combaterii moliei miniere a frunzelor de castan ornamental (Cameraria ohridella).

Fiind fidel zonei natale, a întreținut legături științifice cu Iașul și Chișinăul. 

## Lucrări publicate
Profesorul Teodosie Perju a publicat peste 320 de lucrări științifice în reviste din țară și străinătate, în care a abordat cele mai diverse domenii ale entomologiei fundamentale și aplicate. 
Este autorul sau coautorul a peste 30 de monografii și tratatele de specialitate printre care se remarcă: 
- Entomologia agricolă (6 volume)
- Tratatul de Zoologie Agricolă (vol. II și V)
- Entomofagii și utilizarea lor în protecția integrată a ecosistemelor agricole (1988)
- Determinator pentru recunoașterea dăunătorilor plantelor cultivate (1979)
- Protecția plantelor (1980)
- Entomologie agricolă (1983)

## Medalii și distincții
În timpul activității didactice și de cercetare științifică a obținut medalii și evidențieri deosebite.
I-sa conferit Medalia "Muncii" (1964), Medalia "Meritul științific" (1968) 
I-a fost acordată în 1995 Diplomă de membru fondator al Societății Române de Entomologie Generală și Aplicată (SOREGA). 
În 1997, ca semn de recunoaștere, Universitatea "Babeș-Bolyai" din Cluj-Napoca și în 2003 Universitatea "Al. I. Cuza" din Iași i-au conferit titlul de Profesor de Onoare. În 1999 Profesor de Onoare al Facultății de Agricultură, USAMV, Cluj-Napoca. 
I-sa acordat în 2002 Diplomă pentru merite deosebite în "promovarea informației științifice și îmbogățirea literaturii de specialitate" din partea USAMV, Cluj-Napoca și  Diplomă de Fidelitate pentru activitatea remarcabilă la ridicarea prestigiului USAMV, Cluj-Napoca. 

## Apartenența la societăți științifice și profesionale
Este membru al Societății Naționale de Entomologie Teoretică și Aplicată din România. al Societății de Lepidopterologie Română, al Societății Naționale de Protecția Plantelor, al Societății Specialiștilor în Biologie.
Este și membru al Societății Europene de cercetări privind buruienile (EWRS).